# Sonia Dibona
Sonia Dibona (Cortina d'Ampezzo, 17 ottobre 1974) è una giocatrice di curling italiana, atleta del Curling Club 66 Cortina.

## Carriera agonistica

### Nazionale
Il suo esordio con la nazionale italiana di curling è stato il campionato europeo misti del 2010, disputato a Greenacres, in Scozia: in quell'occasione l'Italia si piazzò al 21º posto.
In totale Sonia vanta 7 presenze in azzurro.
CAMPIONATI
Nazionale misti: 7 partite
- Europei misti
  - 2010 Greenacres ( Scozia) 21°

### Campionati italiani
Sonia ha preso parte ai campionati italiani di curling inizialmente con il Curling Club 66 Cortina poi con il Curling Club Tofane ed il Curling Club Dolomiti ed è stata tre volte campionessa d'Italia:
- Italiani assoluti
  - 2005 
  - 2008  (CC Dolomiti)
  - 2009  (CC Dolomiti)
- Italiani misti
  - 2005 
  - 2010  con Diana Gaspari, Malko Tondella, Roberto Fassina, Marcello Pachner e Chiara Olivieri (CC Tofane)
  - 2011
- Italiani doppio misto
  - 2009  con Roberto Fassina